# Michael Louis Fitzgerald
Michael Louis Fitzgerald, M. Afr. (17 de Agosto de 1937 em Walsall, Reino Unido) é um cardeal britânico, diplomata emérito da Santa Sé, Presidente-emérito do Pontifício Conselho para o Diálogo Inter-Religioso e Núncio Apostólico-emérito do Egito.

## Vida
Fitzgerald é um membro dos "Padres Brancos", como tornaram-se conhecidos pelo cardeal Charles Lavigerie, que em 1868 fundou a Sociedade dos Missionários da África. Foi ordenado sacerdote em 3 de fevereiro de 1961 .
Em 16 de dezembro de 1991, Michael Fitzgerald foi nomeado bispo-titular de Nepte pelo Papa João Paulo II. A consagração episcopal foi-lhe dada pelo Papa em 6 de janeiro de 1992 na Basílica de São Pedro. Os co-consagradores foram os arcebispos Giovanni Battista Re e Josip Uhač.
Por mais de dez anos, ele ocupou o cargo de secretário no Pontifício Conselho para o Diálogo Inter-Religioso, até ser nomeado arcebispo-titular em 1 de outubro de 2002 e presidente deste Dicastério. Em 15 de fevereiro de 2006, o Papa Bento XVI o nomeou Núncio Apostólico no Egito e Observador Permanente da Liga Árabe .
Em 23 de outubro de 2012, o Papa Bento XVI aceitou sua renúncia, relacionada à idade.
Em 1 de setembro de 2019, o Papa Francisco anunciou que o aceitaria com honra no Colégio dos Cardeais no Consistório de 5 de outubro de 2019. Por causa do limite de idade, ele não é elegível para votar em um conclave. Recebeu a diaconia de Santa Maria em Portico Campitelli.